# Monte Bevin
Il Monte Bevin (in lingua inglese: Mount Bevin) è una prominente e appuntita montagna antartica, alta 3.490 m, situata alla testa del Ghiacciaio Murray, 3,2 km a ovest-nordovest del Monte Sabine e che fa parte dei Monti dell'Ammiragliato, in Antartide.
La denominazione è stata assegnata nel 2004 dall'Advisory Committee on Antarctic Names (US-ACAN) in onore del geodeta Anthony (Tony) J. Bevin, presidente della New Zealand Geographic Board nel periodo 1996–2004, responsabile per conto della Nuova Zelanda delle misurazioni e della denominazione dei luoghi in Antartide.